# Gabriel Sánchez Zinny
Gabriel César Sánchez Zinny (11 de enero de 1974) es un economista y político argentino. Actualmente se desempeña como el Jefe de Gabinete de Ministros de la Ciudad Autónoma de Buenos Aires. Entre 2017 y 2019 se desempeñó como director general de Cultura y Educación de la provincia de Buenos Aires, luego de que Alejandro Finocchiaro fuera designado como Ministro de Educación y Deportes de la Nación por el presidente Mauricio Macri. Pasó a ser director de la Unidad de Evaluación para la Calidad y Equidad Educativa de la Ciudad Autónoma de Buenos Aires.

## Biografía
Nació en Suiza Licenciado en Economía en la Universidad de San Andrés, Argentina (1996),

### Cargos públicos
Desde el 10 de diciembre de 2015 hasta abril del 2017 fue nombrado por Mauricio Macri Director del Instituto Nacional de Educación Tecnológica (INET), del Ministerio de Educación y Deportes de la Nación.
En abril de 2017 es nombrado por  María Eugenia Vidal subsecretario coordinador de políticas de salud de la provincia de Buenos Aires.

### Director general de Cultura y Educación (2017-2019)
El 17 de julio de 2017 la gobernadora María Eugenia Vidal lo nombra director general de Cultura y Educación, en reemplazo de Alejandro Finocchiaro.
Durante su gestión en la Dirección General de Cultura y Educación bonaerense se anunció el cierre de treinta y nueve escuelas rurales en el interior de la Provincia, Además, las diez instituciones del Delta del Paraná sobre las que se había anunciado su cierre permanecieron abiertas luego de que el Ministerio revisara la medida.
Ese mes, el Sindicato Unificado de Trabajadores de la Educación de Buenos Aires (SUTEBA) denunció que el gobierno provincial había anunciado el «cese de oficio» de 3000 docentes, que percibirían una jubilación muy inferior a la que les correspondía, arguyendo que se buscaba la «optimización de recursos».
También en febrero, 6000 adultos que cursaban el bachillerato en cursos especiales para mayores no pudieron comenzar sus clases porque se les comunicó que deberían continuar sus estudios en Centros Educativos de Nivel Secundario; el Suteba informó que muchos de esos alumnos no podrían estudiar en su localidad por no existir allí esos centros educativos, mientras que la mayoría no podría hacerlo porque el número de alumnos a relocalizar excedía en mucho la capacidad de los centros para adultos.
Aplicó un nuevo sistema de gestión digital de licencias médicas para docentes En General Alvarado se cerró la escuela secundaria Rodolfo Walsh de Miramar y la 2 de Otamendi. Por esa disposición más de 200 alumnos quedaron sin escuela y unos 120 docentes sin puestos de trabajo, dado que no fueron reubicados en otras instituciones. También 82 500 chicos quedaron afuera del nivel inicial por falta de vacantes.
En mayo de 2018 lanzó Red de Escuelas de Aprendizaje Por esta disposición más de 200 alumnos quedaron sin escuela y unos 120 docentes sin sus puestos de trabajo, dado que no fueron reubicados en otras instituciones. También 82 500 chicos quedaron afuera del nivel inicial por falta de vacantes.
El 2 de agosto de 2018 la vicedirectora y un auxiliar murieron en una escuela provincial en Moreno luego de la explosión de una garrafa de gas, que se produjo minutos antes de que los alumnos comenzaran a llegar. La comunidad educativa denunció que se habían realizado reclamos a la provincia por esta cuestión y nunca fueron atendidos. El gobierno provincial intentó responsabilizar a la intendencia de Moreno y al Consejo Escolar. Ese Consejo estaba intervenido por decisión de la gobernadora Vidal y Gabriel Sánchez Zinny al momento del suceso, quien designó a Sebastián Matías Nasif como su representante en ese cargo.
Se filtró un audio de un funcionario, mano derecha de Zinny, en que pedía que se "inventasen presupuestos" por varios millones de pesos en relación con obras tapar sobreprecios en obras de infraestructura. El Consejo Escolar de Moreno estaba intervenido por decisión de la gobernadora Vidal y su director general de Cultura y Educación provincial, Gabriel Sánchez Zinny al momento del suceso, quien designó a  Sebastián Matías Nasif como su representante en ese cargo.
A raíz de dichas muertes diputados provinciales pedirían su juicio político.
Ese 2019 junto con el entonces presidente Mauricio Macri y gobernadora María Eugenia Vidal, lanzaron el programa "Aprender Conectados" para los jardines públicos. La iniciativa contempló la entrega de un Aula Digital Móvil con kits de robótica, proyector, etc.
Durante la gestión de Zinny se elaboró un manual en las escuelas bonaerenses, que según diversos periodistas y analistas se utilizó para adoctrinar niños, presentando la historia reciente del país con una mirada sesgada a favor del gobierno de Mauricio Macri. El manual contenía imágenes del mandatario y lemas partidistas de Cambiemos. Al respecto la exdiputada y pedagoga Adriana Puiggrós lo calificó de acto de invasión del espacio educativo por parte de la publicidad de Cambiemos y en particular de Macri. Dicho manual acusado de adoctrinamiento también llegaría meses después a las escuelas de Mendoza, gobernada por la alianza Cambiemos.
Durante esta misma gestión Sánchez Zinny resultó denunciado por crear un oneroso cargo de manera ilegal.
Se trata de la Subsecretaría de Recursos Humanos, a cargo de Ignacio Sanguinetti. Fue implantada en el último día hábil de 2017, a través de una resolución del director general de Cultura y Educación bonaerense. El organigrama se puede modificar únicamente por ley, requiriendo además la aprobación de un presupuesto.
En concreto, el viernes 29 de diciembre de 2017, a través de una resolución propia, el titular de la cartera educativa creó la Subsecretaría de Recursos Humanos y designó a su cargo a Ignacio Sanguinetti, hermano de Luciano, actual concejal de La Plata por Consenso Federal.
Vale mencionar que el organigrama de la cartera educativa sólo puede modificarse con la sanción de una ley y no resolución, tal y como se hizo, ante la atenta mirada pasiva de la gobernadora María Eugenia Vidal.
En 2024 caña cuestionó a Sánchez Zinny por un contrato millonario en Educación, posteriormente la diputada Ocaña lo denunció por la contratación por casi 2,5 millones de dólares de la firma Ediciones Logos, que ya había contratado cuando era funcionario de María Eugenia Vidal,.al mismo tiempo pidió interpelarlo por su vínculo con un contratista del Estado, por las obras en el Autódromo porteño empresa vinculada a Roberto García Moritán.
También se difundió la entrega de un contratopara aprendizaje de inglés, por la que la Ciudad le pagará a Jorge Chrestía, titular de la empresa Ediciones Logos 2,4 millones de dólares cuyo socio es el senador santafesino Armando Traferri, que la justicia de esa provincia definió como el jefe de una asociación criminal dedicada al juego clandestino.

## Publicaciones destacadas
- "La Escuela Protagonista: Reforma Educativa en Argentina" (1998)[36]
- "y ahora... Calidad"(2011)[37]
- "Educación 3.0: la guerra por el talento en América Latina" (2015)[38][39][40]